# ديف ألين (رجل أعمال)
ديف ألين (بالإنجليزية: Dave Allen)‏ هو شخصية أعمال بريطاني، ولد في القرن العشرين.